# Raúl Isaías Baduel
Raúl Isaías Baduel (Las Mercedes, Guárico, 6 de julio de 1955 - Caracas, 12 de octubre de 2021) fue un militar y político venezolano. En abril de 2002 encabezó la restitución en el poder a Hugo Chávez durante el golpe de Estado en Venezuela de 2002. Fue comandante general del Ejército Bolivariano desde enero de 2004 hasta julio de 2006, y ministro de la Defensa desde el 19 de julio de 2006 hasta julio de 2007.
Desde 2009 se encontraba en prisión, cumpliendo una condena de casi ocho años y el 12 de agosto de 2015 recibió libertad condicional. En 2017 fue encarcelado nuevamente, falleciendo en 2021 estando detenido, volviéndose en el undécimo preso político al morir bajo custodia del Estado desde 2015.

## Carrera militar

### Inicios
Egresado como licenciado en Ciencias y Artes Militares en la promoción "General de Brigada Francisco Carabaño" de 1976, con el número 11 de mérito (sobre 84 graduandos). El 17 de diciembre de 1982 fue uno de los cuatro miembros fundadores del Movimiento Bolivariano Revolucionario - 200, prestando juramento bolivariano bajo el Samán de Güere junto a Hugo Chávez, Jesús Urdaneta, Felipe Antonio Acosta Carlés. Durante el 4 de febrero de 1992 y repetidamente el 27 de noviembre de 1992 manifestó no tener disposición para participar en los golpes de Estado por lo cual es marginado por sus compañeros. Asume posiciones de  mando del Ejército durante el Gobierno de Hugo Chávez.

### Operación Restitución de la Dignidad Nacional
El 13 de abril de 2002 dirigió como comandante de la Brigada de Paracaidistas del Ejército la llamada "Operación: Restitución de la Dignidad Nacional" la cual tuvo dos propósitos fundamentales:
1. Restaurar el hilo democrático y la paz social luego del Golpe de Estado en Venezuela de 2002.
2. Rescatar de su cautiverio al presidente Hugo Chávez.

### Ministro de Defensa
En 2004 la BBC lo describió como parte de "uno de un pequeño grupo de oficiales que 'cogobiernan' Venezuela con el señor Chávez". Fue comandante en jefe del Ejército de Venezuela desde 2004 hasta julio de 2007. El 24 de junio de 2006 mientras se realizaba el desfile en la 185 conmemoración de la Batalla de Carabobo que liberó a Venezuela del dominio español, el general de división Raúl Isaías Baduel fue ascendido al grado de general en jefe y fue nombrado ministro de la Defensa del gobierno de la República Bolivariana de Venezuela. 
El 18 de julio de 2007, en el patio de honor de la Academia Militar de Venezuela, paso a la honrosa situación del retiro, siendo sustituido en el cargo de ministro del Poder Popular para la Defensa por el general en jefe Gustavo Reyes Rangel Briceño, ascendido el mismo día, en el acto de pase a retiro de la promoción 1977 y la graduación conjunta de los alféreces y guardiamarinas de la promoción "4 de febrero de 1992". En julio de 2008 el general Ángel Vivas manifestó que Isaías Baduel es responsable del uso del lema "¡Patria, Socialismo o Muerte, Venceremos!" creado por Fidel Castro y que haya penetrado sin resistencia y sin reacción institucional.

## Crítico al chavismo
El 5 de noviembre de 2007, se manifestó en contra de la reforma constitucional (promovida por Chávez y por la Asamblea Nacional), llamando a levantarse ante lo que se consideró un momento crucial en la historia moderna venezolana. En el referéndum del 2 de diciembre de 2007, el presidente Chávez sufrió su primera derrota en comicios nacionales por una diferencia de actas escrutadas que ronda alrededor de entre 150 000 y 200 000 de un total de 9 000 000 (nueve millones) de votos, en cuyos resultados ganó el ‘NO’ (los resultados oficiales son los siguientes: Bloque A: el ‘NO’ obtuvo 50,7 % de los votos, el ‘SI’ obtuvo 49,29 % de los votos; Bloque B: el ‘NO’ obtuvo 51,05 % de los votos, el ‘SI’ obtuvo 48,94 % de los votos), que buscaba la ratificación de dicha reforma.

Luego del referéndum, siguió por el país proclamando que la fórmula para cambiar la situación del país ante el poder del actual gobierno era convocar a una Asamblea Nacional Constituyente nuevamente. Siguió expresando públicamente sus críticas al gobierno del presidente Chávez —uno de los actores, junto a Baduel, del juramento del Samán de Güere— de una manera pública, donde decía, entre otras cosas, que:
No podemos permitir que nuestro sistema se transforme en un capitalismo de Estado, donde sea el Estado el único dueño de los grandes medios de producción. Un país puede cometer el error de nominalmente llamarse socialista y en realidad practicar un capitalismo de Estado.
Durante las protestas en Venezuela de 2014, el 22 de marzo, su hijo Raúl Emilio Baduel fue sentenciado a ocho años de prisión en Tocuyito acusado de los delitos de instigación pública a delinquir, agavillamiento e intimidación pública junto a Alexander Tirado por liderar una protesta pacífica frente al Parque de Ferias de San Jacinto, en Maracay.

## Encarcelamiento
Durante su gestión en el Ministerio de Defensa en el año 2006 desaparecieron cerca de 18,6 millones de dólares de los presupuestos destinados a la compra de material y equipamiento militar. La fiscalía militar inició la investigación y determinó la presunta apropiación indebida de recursos públicos equivalentes a 10 millones de dólares, también fue sentenciado el teniente coronel Hernán Medina Marval. Ambos fueron inhabilitados políticamente y les fueron confiscados sus bienes.
El 2 de abril de 2009, el general Baduel fue arrestado por agentes de la Dirección de Inteligencia Militar (DIM), posteriormente Dirección General de Contrainteligencia Militar (DGCIM) por corrupción por parte de la Fiscalía de la República. El 7 de mayo de 2010 fue condenado a 8 años y 11 meses de cárcel acusado de la apropiación indebida de 30 millones de bolívares y 3,9 millones de dólares, delitos contra el decoro militar, sustracción de fondos y abuso de la autoridad durante su gestión como ministro. Baduel acusó a los ministros que lo precedieron y lo sucedieron del manejo de este dinero, y aseguró que el motivo de su encarcelamiento fue por oponerse a Chávez, declarando «Soy un preso de Hugo Chávez». Además, fue inhabilitado para ejercer cargos públicos hasta el fin de su condena.
El 12 de agosto de 2015 salió de la cárcel de Ramo Verde, en el estado Miranda, bajo libertad condicional. Para el 12 de enero de 2017, nuevamente fue encarcelado acusado de incumplir su libertad condicional y, aunque su condena culminaba en marzo de 2017, posteriormente se le imputaron nuevos delitos en contra de la independencia e integridad de la nación lo que impidió su libertad.
El 28 de febrero de 2018 el general Baduel fue degradado y destituido de la Fuerza Armada Nacional por decreto presidencial junto a otros 13 altos oficiales. Familiares del general Baduel denunciaron que el mismo se encontraba incomunicado sin recibir visitas de ningún tipo, en una serie de celdas de aislamiento en el sótano de la sede del SEBIN de Plaza Venezuela, en Caracas, conocido como "La Tumba".

### Hijos encarcelados

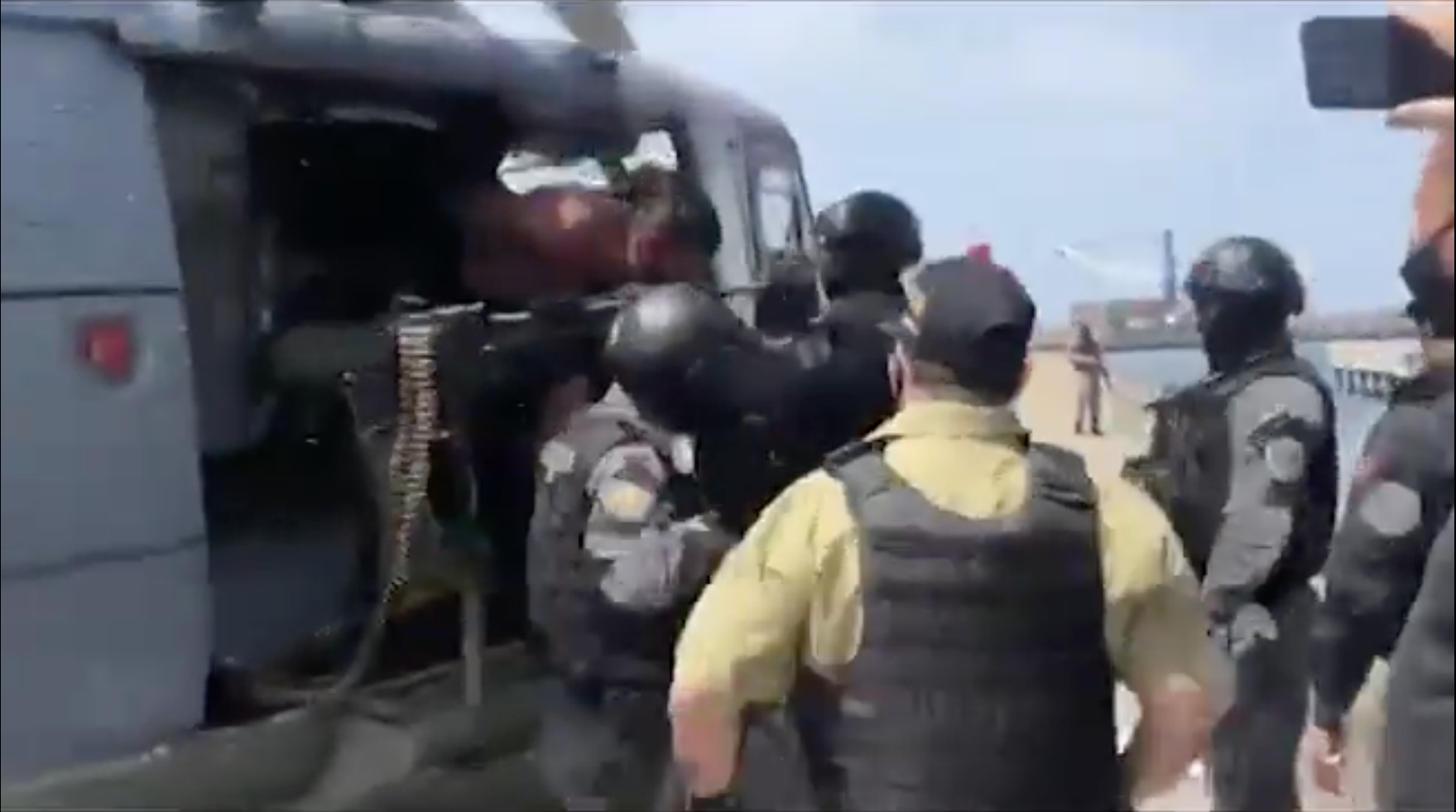
Servicio Bolivariano de Inteligencia Nacional transportando en helicóptero a Adolfo Baduel.

Su hijo Raúl Emilio Baduel fue arrestado durante las protestas en Venezuela de 2014 y condenado a 8 años de prisión. El 3 de junio de 2018 fue excarcelado mediante una serie de medidas adoptadas por el Gobierno Nacional asentadas en mesas de negociaciones con opositores denominadas Comisión de la Verdad Justicia y Paz. Baduel fue trasladado a la prisión de máxima seguridad de Fuerte Tiuna en junio de 2019. El yerno de Baduel Gerardo Carrero fue detenido durante las protestas de 2014 y aunque el Grupo de Trabajo sobre Detención Arbitraria de la ONU pidió su inmediata liberación, el Estado hizo caso omiso.
El 4 de mayo de 2020, en la Operación Gedeón, fue capturado Adolfo Baduel, otro hijo del general Raúl Isaías Baduel acusado de conspiración, traición a la patria, tráfico ilícito de armas de guerra, terrorismo, intento de magnicidio y asociación. Raúl Iván Baduel también fue apresado y torturado para obligar a uno de sus hermanos a inculparse de los delitos por los que era acusado.

### Muerte
El 23 de diciembre de 2020 el general Baduel fue sometido a una intervención quirúrgica para atender una hernia inguinal aparentemente en contra de su voluntad, la operación se llevó a cabo en un quirófano improvisado a las afueras del hospital militar Dr. Vicente Salías Sanoja en Fuerte Tiuna.
El 12 de octubre de 2021 el fiscal general designado por la Asamblea Constituyente, Tarek William Saab, informó sobre el fallecimiento de Baduel, afirmando que debido a un paro cardiorrespiratorio causado por Covid-19. La familia ha negado esta versión como causa de muerte, diciendo que lo habían visto el 9 de octubre y que se encontraba bien, y decidieron no cremar su cuerpo para no entorpecer las investigaciones. Días antes del fallecimiento, su hija Andreína Baduel publicó un tuit donde declaraba:

"Mi papa @RaulBaduel está secuestrado por el régimen en el CENTRO DE TORTURAS, Sebin-Helicoide"
"Mi hermano @jBaduel está secuestrado por el régimen en el CENTRO DE TORTURAS, Sebin-Helicoide"